# Cantón de Lourdes-Oeste
El cantón de Lourdes-Oeste era una división administrativa francesa, que estaba situada en el departamento de Altos Pirineos y la región de Mediodía-Pirineos.

## Composición
El cantón estaba formado por ocho comunas, más una fracción de la comuna que le daba su nombre:
- Adé
- Aspin-en-Lavedan
- Bartrès
- Lourdes (fracción)
- Omex
- Ossen
- Poueyferré
- Ségus
- Viger

## Supresión del cantón de Lourdes-Oeste
En aplicación del Decreto n.º 2014-242 de 25 de febrero de 2014, el cantón de Lourdes-Oeste fue suprimido el 22 de marzo de 2015 y sus 9 comunas pasaron a formar parte; ocho del nuevo cantón de Lourdes-1 y una del nuevo cantón de Lourdes-2.